# إريك شميت (كاتب)
إريك شميت (بالإستونية: Erik Schmidt)‏ هو رسام وكاتب إستوني، ولد في 15 أغسطس 1925 في نايسار ‏ في إستونيا، وتوفي في 18 أبريل 2014 في ميورقة في إسبانيا.